# Рішелі Кантанхеде де Олівейра
Рішелі Кантанхеде де Олівейра або просто Рішелі (порт.-браз. Rychely Cantanhede de Oliveira / Rychely; нар. 6 серпня 1987, Санта-Лузія, Параїба, Бразилія) — бразильський футболіст, нападник.

## Життєпис
Народився і виріс у містечку Санта-Лузія, штат Параїба. Футбольну кар'єру розпочав у «Насьйоналі» зі штату Парана.
Навесні 2005 року виїхав до Японії, тренувався разом з клубом Джей-ліги 1 «Токіо».  у серпні того ж року, коли йому виповнилося 18 років, підписав з японським клубом контракт. Однак у вересні його прооперували через травму меніска правого коліна, й таким чином не зміг грати за команду, оскільки потребував реабілітацію.
У 2006 році залікував травму, а одноклубник Жан Карло Вітте затримався через травму, завдяки чому з'явилася квота для гравця-легіонера й можливість дебютувати в Джей-лізі. Завдяки швидкісним даним яскраво дебютував, вже в першому ж матчі відібрав м'яч у захисника та відзначився голом. Однак після цього, незважаючи на те, що він відзначився голом, скориставшись своїми швидкими ногами, щоб заробляти пенальті, у нього все ще були проблеми з завершальним ударом. Рішелі не зміг повноцінно закріпитися в стартовому складі. Окрім цього, отримав велике навантаження на ноги, через що зазнавав незначні травми й не грав у стартовому складі.
У 2007 році виступав на позиції атакувального півзахисника й отримував більше ігрового часу в першій команді, завдяки чому був остаточно переведений до першої команди. У 2008 році через перевищення ліміту на легіонерів у «Токіо», відправився в оренду до представника Джей-ліги 2 «Монтедіо Ямаґата». Розглядався як козир для атаки, отримав футболку з 9-м ігровим номером, але отримав важку травму стегна, через що відзначився 3-ма голами за сезон й змушений був завершити футбольну кар'єру в Японії.
У 2009 році намагався працевлаштуватися в Джей-лізі, але зрештою опинився в барзильському «Баїя».
У січні 2009 року перейшов в угорський клуб «Дьєр». У січні 2010 року знову повернувся до Бразилії, грав у клубах зі штату Сан-Паулу.
2 травня 2011 року підписав 1-річний контракт з бразильським грандом «Сантусом». Після завершення сезону в клубі перейшов до клубу «Віторія», за яку зіграв два матчі чемпіонату. З 2012 року підписав контракт із клубом «Гояс», але у 2013 році виступав в оренді за «Сеара» та «Шапекоенсе» у 2014 році. Після цього була ще одна оренда, в 2015 році у «Ред Булл Бразіл». Після цього його контракт з «Гоясом» завершилася. З 2016 року виступає в клубах нижчого дивізіону на батьківщині.

## Статистика виступів

### Клубна
| Клуб               | Сезон   | Чемпіонат штату | Чемпіонат штату | Нац. чемпіонат | Нац. чемпіонат | Кубок | Кубок | Конт. кубок | Конт. кубок | Інші кубки | Інші кубки | Загалом | Загалом |
| Клуб               | Сезон   | Матчі           | Голи            | Матчі          | Голи           | Матчі | Голи  | Матчі       | Голи        | Матчі      | Голи       | Матчі   | Голи    |
| ------------------ | ------- | --------------- | --------------- | -------------- | -------------- | ----- | ----- | ----------- | ----------- | ---------- | ---------- | ------- | ------- |
| «Токіо»            | 2005    | -               | -               | 0              | 0              | -     | -     | -           | -           | -          | -          | 0       | 0       |
| «Токіо»            | 2006    | -               | -               | 9              | 1              | -     | -     | -           | -           | -          | -          | 9       | 1       |
| «Токіо»            | 2007    | -               | -               | 16             | 1              | -     | -     | -           | -           | 4          | 0          | 20      | 1       |
| Загалом            | Загалом | -               | -               | 25             | 2              | -     | -     | -           | -           | 4          | 0          | 29      | 2       |
| «Монтедіо Ямаґата» | 2008    | -               | -               | 16             | 3              | 1     | 0     | -           | -           | -          | -          | 17      | 3       |
| Загалом            | Загалом | -               | -               | 16             | 3              | 1     | 0     | -           | -           | -          | -          | 17      | 3       |
| «Баїя»             | 2009    | 11              | 1               | 1              | 0              | -     | -     | -           | -           | -          | -          | 12      | 1       |
| Загалом            | Загалом | 11              | 1               | 1              | 0              | -     | -     | -           | -           | -          | -          | 12      | 1       |
| «Дьєр»             | 2009–10 | -               | -               | 0              | 0              | -     | -     | -           | -           | -          | -          | 0       | 0       |
| Total              | Total   | -               | -               | 0              | 0              | -     | -     | -           | -           | -          | -          | 0       | 0       |
| «Америка» (СП)     | 2010    | 6               | 5               | -              | -              | -     | -     | -           | -           | -          | -          | 6       | 5       |
| Загалом            | Загалом | 6               | 5               | -              | -              | -     | -     | -           | -           | -          | -          | 6       | 5       |
| «Санту-Андре»      | 2010    | -               | -               | 25             | 4              | -     | -     | -           | -           | -          | -          | 25      | 4       |
| «Санту-Андре»      | 2011    | 16              | 3               | -              | -              | 5     | 0     | -           | -           | -          | -          | 21      | 3       |
| Загалом            | Загалом | 16              | 3               | 25             | 4              | 5     | 0     | -           | -           | -          | -          | 46      | 7       |
| «Сантус»           | 2011    | 1               | 0               | -              | -              | -     | -     | -           | -           | -          | -          | 1       | 0       |
| Загалом            | Загалом | 1               | 0               | -              | -              | -     | -     | -           | -           | -          | -          | 1       | 0       |

## Досягнення
«Гояс»
- Серія B
  -  Чемпіон (1): 2012

- Ліга Гояно
  -  Чемпіон (1): 2013